# Menyuan
Menyuan är ett autonomt härad för huikineser i den autonoma prefekturen Haibei i Qinghai-provinsen i västra Kina.